# Creuer Prinz Eugen
El Prinz Eugen va ser un creuer pesant de la classe Admiral Hipper, el tercer d'una classe de cinc vaixells. Va servir a la Kriegsmarine de l'Alemanya nazi durant la Segona Guerra Mundial. Se li va col·locar la quilla l'abril de 1936, botat l'agost de 1938 i va entrar en servei després de l'esclat de la guerra, l'agost de 1940. Va rebre el nom del príncep Eugeni de Savoia, un general del segle xviii al servei del Sacre Imperi Romanogermànic. Estava armat amb una bateria principal de vuit canons de 20,3 cm (8 polzades) i, tot i que nominalment estava per sota del límit de 10.000 tones llargues (10.160 t) establert per l'Acord Naval Anglo-Alemany, en realitat, desplaçava més de 16.000 tones llargues (16.257 t).
El Prinz Eugen va participar en acció durant l'operació Rheinübung, un intent de irrupció a l'Oceà Atlàntic amb el cuirassat Bismarck el maig de 1941. Els dos vaixells van destruir el creuer de batalla britànic Hood i van danyar moderadament el cuirassat Prince of Wales a la batalla de l'estret de Dinamarca. El Prinz Eugen va ser separat del Bismarck durant l'operació per atacar els vaixells mercants aliats, però aquesta es va interrompre a causa de problemes amb el motor. Després d'entrar a la França ocupada i ser reparat, el vaixell va participar en l'operació Cerber, una audaç incursió diürna a través del Canal de la Mànega de tornada a Alemanya. El febrer de 1942, el Prinz Eugen va ser desplegat a Noruega, tot i que el seu temps estacionat allà es va reduir quan va ser torpedinat pel submarí britànic Trident dies després d'arribar a aigües noruegues. El torpede va danyar greument la popa del vaixell, cosa que va requerir reparacions a Alemanya.
En tornar al servei actiu, el vaixell va passar diversos mesos entrenant oficials cadets al Bàltic abans de servir com a suport d'artilleria per a l'exèrcit alemany en retirada al front oriental. Després del col·lapse alemany el maig de 1945, va ser lliurat a la Royal Navy britànica abans de ser transferit a la Marina dels Estats Units com a botí de guerra. Després d'examinar el vaixell als Estats Units, la Marina dels Estats Units va assignar el creuer a les proves nuclears de l'operació Crossroads a l'atol de Bikini. Havent sobreviscut a les explosions atòmiques, el Prinz Eugen va ser remolcat a l'atol de Kwajalein, on finalment es va bolcar i es va enfonsar el desembre de 1946. El naufragi roman parcialment visible per sobre de l'aigua aproximadament a dues milles al nord-oest de l'aeròdrom de l'exèrcit de Bucholz, a la vora d'Enubuj. Una de les seves hèlixs va ser rescatada i està exposada al Memorial Naval de Laboe a Alemanya.

## Disseny

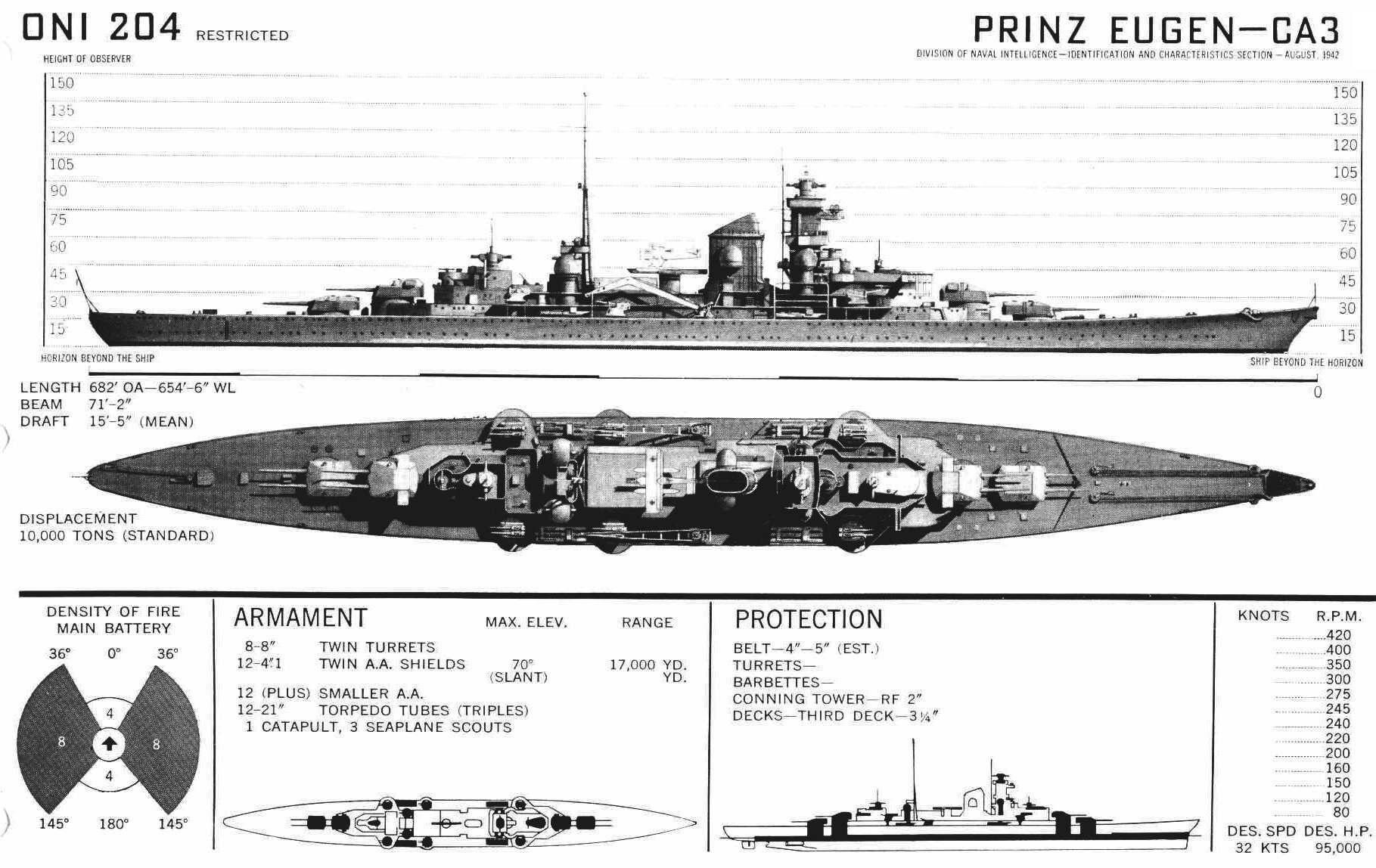
Dibuix de reconeixement del Prinz Eugen

La classe de creuers pesants Admiral Hipper va ser encarregada en el context del rearmament naval alemany després que el Partit Nazi arribés al poder el 1933 i repudiés les clàusules de desarmament del Tractat de Versalles. El 1935, Alemanya va signar l'Acord Naval Anglo-Alemany amb Gran Bretanya, que va proporcionar una base legal per al rearmament naval alemany; el tractat especificava que Alemanya podria construir cinc "creuers del tractat" de 10.000 tones de llarg (10.160  t) . Els Admiral Hipper estaven nominalment dins del límit de 10.000 tones, tot i que superaven significativament la xifra.
El Prinz Eugen tenia 207,7 metres d'eslora total, una mànega de 21,7 m i un calat màxim de 7,2 m. Després de l'avarament, la seva proa recta va ser substituïda per una proa de mànec, augmentant l'eslora total a 212,5 metres. La nova proa mantenia la coberta de proa molt més seca en temps advers. El vaixell tenia un desplaçament de disseny de 16.970 t i un desplaçament a plena càrrega de 18.750 tones llargues. El Prinz Eugen estava propulsat per tres conjunts de turbines de vapor amb engranatges, que s'alimentaven amb vapor mitjançant dotze calderes de petroli de pressió ultraalta. El sistema de propulsió del vaixell estava classificat per a una velocitat màxima de 32 nusos (59 km/h; 37 mph) amb 132.000 cavalls de potència (98.000 kW).  Tal com estava dissenyat, la seva dotació estàndard constava de 42 oficials i 1.340 contramestres i marineria.
L'armament principal del vaixell era vuit canons SK L/60 de 20,3 cm muntats en quatre torretes bessones, col·locades en parelles de superfoc a proa i a popa La seva bateria antiaèria constava de dotze canons L/65 de 10,5 cm, dotze canons de 3,7 cm i vuit canons de 2 cm. El vaixell també portava quatre llançadors de torpedes triples de 53,3 cm. Per al reconeixement aeri, estava equipat amb tres hidroavions Arado Ar 196 i una catapulta. El cinturó blindat del Prinz Eugen tenia un gruix de 70 a 80 mm; la seva coberta superior tenia un gruix de 12 a 30 mm i la seva coberta blindada principal tenia un gruix de 20 a 50 mm. Les torretes de la bateria principal tenien cares de 105 mm (4,1 polzades) de gruix i costats de 70 mm de gruix.

## Historial de servei

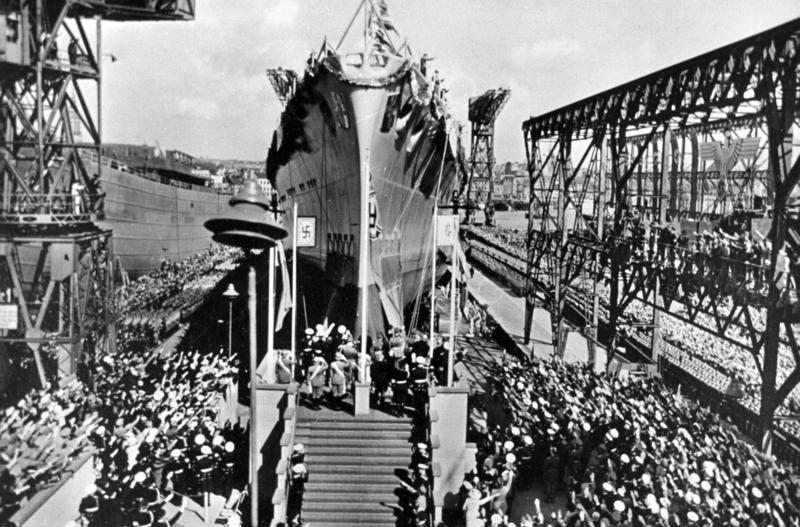
Llançament del Prinz Eugen a Kiel, 22 d'agost de 1938

El Prinz Eugen va ser encarregat per la Kriegsmarine a la drassana Germaniawerft de Kiel. La seva carena va ser col·locada el 23 d'abril de 1936, amb el número de construcció 564 i el nom del contracte " Kreuzer J". Originalment havia de rebre el nom de Wilhelm von Tegetthoff, el vencedor austríac de la batalla de Lissa, tot i que les consideracions sobre el possible insult a Itàlia, derrotada per Tegetthoff a Lissa, van portar la Kriegsmarine a adoptar el Princep Eugeni de Savoia com a homònim del vaixell. Va ser botat el 22 d'agost de 1838, en una cerimònia a la qual va assistir el governador (Reichsstatthalter) de l'Ostmark, Arthur Seyss-Inquart, que va pronunciar el discurs de bateig. També hi van ser presents a la botadura Adolf Hitler, el regent d'Hongria, l'almirall Miklós Horthy (que havia comandat el cuirassat  SMS  Prinz Eugen del 24 de novembre de 1917 a l'1 de març de 1918), i la seva dona Magdolna Purgly, que va dur a terme el bateig. Tal com estava construït, el vaixell tenia una proa recta, tot i que després de la seva botadura aquesta va ser substituïda per una proa de clíper. També es va instal•lar una tapa d'embut inclinada.
La posada en servei es va retardar lleugerament a causa de danys lleus soferts durant un atac de la Royal Air Force a Kiel la nit de l'1 de juliol de 1940. El Prinz Eugen va patir dos impactes relativament lleus en l'atac, però no va patir danys greus i va entrar en servei l'1 d'agost. El creuer va passar la resta de 1940 realitzant proves al mar al Bàltic. A principis de 1941, les tripulacions d'artilleria del vaixell van dur a terme entrenament d'artilleria. Va seguir un curt període en dic sec per a les modificacions i millores finals. A l'abril, el vaixell es va unir al cuirassat Bismarck, recentment comissionat, per a maniobres al Bàltic. Els dos vaixells havien estat seleccionats per a l'operació Rheinübung, una incursió a l'Atlàntic per atacar el comerç aliat.
El 23 d'abril, mentre passava per l'estret de Femern de camí a Kiel, el Prinz Eugen va detonar una mina magnètica llançada per avions britànics. La mina va danyar el dipòsit de combustible, els acoblaments de l'eix de l'hèlix, i l'equip de control de foc.  La sortida prevista amb el Bismarck es va retardar mentre es duien a terme les reparacions. Els almiralls Erich Raeder i Günther Lütjens van discutir la possibilitat d'endarrerir encara més l'operació, amb l'esperança que es completessin les reparacions del cuirassat Scharnhorst o que el Tirpitz, el vaixell germà del Bismarck, completés les proves a temps perquè els vaixells s'unissin al Prinz Eugen i al Bismarck. Raeder i Lütjens van decidir que seria més beneficiós reprendre les accions de superfície a l'Atlàntic el més aviat possible, i que els dos vaixells haurien de fer sortides sense reforços.

### Operació Rheinübung
L'11 de maig de 1941, les reparacions del Prinz Eugen s'havien completat. Sota el comandament del Kapitän zur See Helmuth Brinkmann, el vaixell va navegar cap a Gotenhafen, on la tripulació el va preparar per a la seva sortida atlàntica. El 18 de maig, el Prinz Eugen es va trobar amb el Bismarck davant del cap Arkona. Els dos vaixells van ser escortats per tres destructors —Hans Lody, destructor Z16 Friedrich Eckoldt i Z23— i una flotilla de dragamines. La Luftwaffe va proporcionar cobertura aèria durant el viatge fora de les aigües alemanyes. Cap a les 13:00 del 20 de maig, la flotilla alemanya es va trobar amb el creuer suec HSwMS  Gotland; el creuer va seguir els alemanys durant dues hores al Kattegat. El Gotland va transmetre un informe al quarter general de la marina, que indicava: "Dos grans vaixells, tres destructors, cinc vaixells d'escorta i entre 10 i 12 avions van passar per Marstrand, rumb 205°/20'". L'Oberkommando der Marine no estava preocupat pel risc de seguretat que representava Gotland, tot i que Lütjens creia que s'havia perdut la seguretat operativa. L'informe finalment va arribar al capità Henry Denham, l'agregat naval britànic a Suècia, que va transmetre la informació a l'Almirallat.
Els desxifradors de codis de Bletchley Park van confirmar que un atac atlàntic era imminent, ja que havien desxifrat informes que el Bismarck i el Prinz Eugen havien pres tripulacions de presa i havien sol•licitat cartes de navegació addicionals al quarter general. Es va ordenar a un parell de Supermarine Spitfires que busquessin la flotilla alemanya a la costa noruega. El vespre del 20 de maig, el Prinz Eugen i la resta de la flotilla van arribar a la costa noruega; els dragamines es van separar i els dos assaltants i les seves escortes de destructors van continuar cap al nord. L'endemà al matí, els oficials d'intercepció de ràdio a bord del Prinz Eugen van rebre un senyal que ordenava als avions de reconeixement britànics que busquessin dos cuirassats i tres destructors en direcció nord davant la costa noruega. A les 7:00 del dia 21, els alemanys van albirar quatre avions no identificats que van marxar ràpidament. Poc després de les 12:00, la flotilla va arribar a Bergen i va ancorar a Grimstadfjord. Mentre eren allà, les tripulacions dels vaixells van pintar el camuflatge bàltic amb el "gris forabord" estàndard que porten els vaixells de guerra alemanys que operen a l'Atlàntic.

Ruta del Prinz Eugen i el Bismarck i els vaixells que els van perseguir

Mentre era a Bergen, el Prinz Eugen va carregar 764 t (752 tones llargues; 842 tones curtes) de combustible; el Bismarck, inexplicablement, no va reabastecer-se de combustible de manera similar. A les 19:30 del 21 de maig, el Prinz Eugen, el Bismarck i els tres destructors d'escorta van sortir del port. A mitjanit, la força era a mar obert i es dirigia cap a l'oceà Àrtic. En aquest moment, l'almirall Raeder finalment va informar Hitler de l'operació, que va permetre a contracor que continués segons el previst. Els tres destructors d'escorta van ser destacats a les 04:14 del 22 de maig, mentre la força s'allunyava de Trondheim. Cap a les 12:00, Lütjens va ordenar als seus dos vaixells que giressin cap a l'estret de Dinamarca per intentar la sortida a les aigües obertes de l'Atlàntic.
A les 04:00 del 23 de maig, el Lütjens va ordenar al Prinz Eugen i al Bismarck que augmentessin la velocitat a 27 nusos (50 km/h) per travessar l'estret de Dinamarca. En entrar a l'estret, tots dos vaixells van activar els seus equips de detecció de radar FuMO. El Bismarck anava uns 700 m per davant del Prinz Eugen ; la boira va reduir la visibilitat a entre 3.000 i 4.000 m. Els alemanys van trobar gel cap a les 10:00, cosa que va obligar a reduir la velocitat a 24 nusos (44 km/h). Dues hores més tard, la parella havia arribat a un punt al nord d'Islàndia. Els vaixells es van veure obligats a fer ziga-zagues per evitar els flocs de gel. A les 19:22, els operadors d'hidròfons i radar a bord dels vaixells de guerra alemanys van detectar el creuer HMS Suffolk a una distància aproximada de 12.500 m (41.000 peus) . L'equip d'intercepció de ràdio del Prinz Eugen va desxifrar els senyals de ràdio enviats pel Suffolk i va saber que la seva ubicació havia estat efectivament reportada.
L'almirall Lütjens va donar permís al Prinz Eugen per atacar el Suffolk, tot i que el capità del creuer alemany no va poder distingir clarament el seu objectiu i, per tant, va contenir el foc. El Suffolk es va retirar ràpidament a una distància segura i va seguir els vaixells alemanys. A les 20:30, el creuer pesat HMS Norfolk es va unir al Suffolk, però es va acostar massa als assaltants alemanys. Lütjens va ordenar als seus vaixells que s'enfrontessin al creuer britànic; el Bismarck va disparar cinc salves, tres de les quals van caure sobre el Norfolk i van fer ploure estelles de projectil sobre les seves cobertes. El creuer va crear una cortina de fum i va fugir cap a un banc de boira, posant fi al breu enfrontament. La commoció cerebral dels canons de 38 cm va inutilitzar el radar FuMo 23 del Bismarck ; això va fer que Lütjens ordenés al Prinz Eugen que es col·loqués més endavant perquè pogués utilitzar el seu radar funcional per explorar la formació. Els creuers britànics van seguir el Prinz Eugen i el Bismarck durant tota la nit, transmetent contínuament la ubicació i el rumb dels vaixells alemanys.

#### Batalla de l'estret de Dinamarca

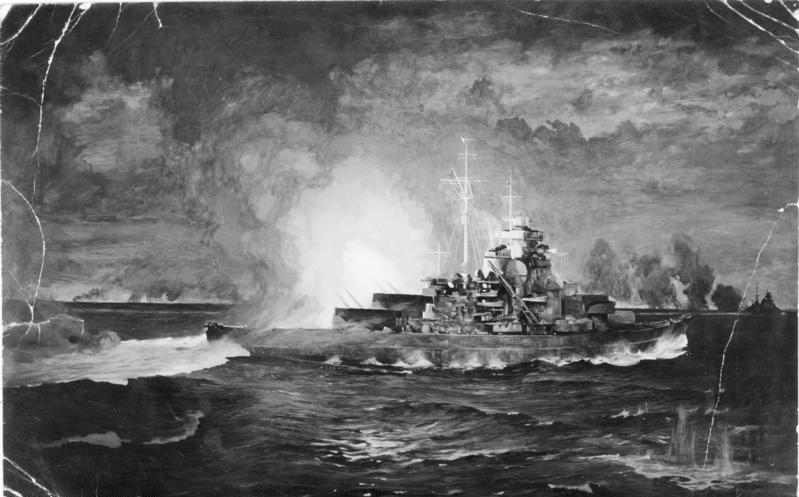
Pintura del Bismarck (centre) i el Prinz Eugen (fons dret) enfrontant-se als britànics a la batalla de l'estret de Dinamarca

El mal temps va esclatar el matí del 24 de maig, revelant un cel clar. A les 05:07 d'aquell matí, els operadors d'hidròfons a bord del Prinz Eugen van detectar un parell de vaixells no identificats que s'acostaven a la formació alemanya a una distància de 20 nmi (37 km; 23 mi), informant de "Soroll de dos vaixells de turbina en moviment ràpid a 280° de rumb relatiu!". A les 05:45, els vigies dels vaixells alemanys van veure fum a l'horitzó; aquests van resultar ser del Hood i del Prince of Wales, sota el comandament del vicealmirall Lancelot Holland. Lütjens va ordenar a les tripulacions dels seus vaixells que es posessin en posició de batalla. A les 05:52, l'abast havia caigut a 26.000 m (85.000 peus) i el Hood va obrir foc, seguit del Prince of Wales un minut després. El Hood va enfrontar-se al Prinz Eugen, que els britànics van pensar que era el Bismarck, mentre que el Prince of Wales disparava contra el Bismarck.
Els vaixells britànics es van acostar als alemanys de front, cosa que els va permetre utilitzar només els seus canons davanters, mentre que el Bismarck i el Prinz Eugen podien disparar amb andanades completes. Uns minuts després d'obrir foc, Holland va ordenar un gir de 20° a babord, que permetria als seus vaixells atacar amb les torretes posteriors. Tots dos vaixells alemanys van concentrar el seu foc sobre el Hood. Aproximadament un minut després d'obrir foc, el Prinz Eugen va impactar amb un projectil d'alt explosiu de 20,3 cm, detonant municions de projectil no girades i iniciant un gran foc sobre el Hood, que es va extingir ràpidament. Holland va ordenar llavors un segon gir de 20° a babord, per portar els seus vaixells en un rumb paral•lel amb el Bismarck i el Prinz Eugen. En aquest moment, el Bismarck havia trobat l'abast de Hood, de manera que Lütjens va ordenar al Prinz Eugen que canviés el foc i anés a paral·lel al Prince of Wales per mantenir els seus dos oponents sota foc. En pocs minuts, el Prinz Eugen va impactar un parell de vegades al cuirassat i va informar que s'havia iniciat un petit foc.
Lütjens va ordenar llavors al Prinz Eugen que es col•loqués darrere del Bismarck, per tal de poder continuar monitoritzant la ubicació del Norfolk i el Suffolk, que encara es trobaven a uns 10 o 12 milles nàutiques (19 a 22 km) a l'est. A les 06:00, el Hood estava completant el seu segon gir a babord quan va impactar la cinquena salva del Bismarck. Dos dels projectils van aterrar curts, impactant contra l'aigua a prop del vaixell, però almenys un dels projectils perforants de 38 cm va impactar contra el Hood i va penetrar el seu prim blindatge superior. El projectil va arribar al carregador de municions posterior del Hood i va detonar 112 t (110 tones llargues; 123 tones curtes) de propel·lent de cordita . L'explosió massiva va trencar la part posterior del vaixell entre el pal principal i l'embut posterior; la secció davantera va continuar avançant breument abans que l'aigua que entrava fes que la proa s'elevés a l'aire en un angle pronunciat. La popa es va elevar de manera similar a mesura que l'aigua entrava als compartiments oberts. Després de només vuit minuts de foc, el Hood havia desaparegut, emportant-se amb ell tots els seus 1.419 homes excepte tres.
Després d'uns minuts més, durant els quals el Prince of Wales va impactar tres vegades contra el Bismarck, el cuirassat britànic, que estava danyat, es va retirar. Els alemanys van cessar el foc a mesura que l'abast s'eixamplava, tot i que el capità Ernst Lindemann, comandant del Bismarck, va defensar fermament la persecució del Prince of Wales i la seva destrucció. Lütjens va rebutjar fermament la petició i, en canvi, va ordenar al Bismarck i al Prinz Eugen que es dirigissin cap a les aigües obertes de l'Atlàntic Nord.  Després del final del combat, Lütjens va informar que un "creuer de batalla, probablement el Hood, es va enfonsar. Un altre cuirassat, el King George V o el Renown, va retrocedir danyat. Dos creuers pesants mantenen el contacte". A les 08:01, va transmetre un informe de danys i les seves intencions a l'OKM, que eren separar el Prinz Eugen per a incursions comercials i dirigir-se a Saint-Nazaire per a reparacions. Poc després de les 10:00, Lütjens va ordenar al Prinz Eugen que es col•loqués darrere del Bismarck per discernir la gravetat de la fuita de petroli de l'impacte a la proa. Després de confirmar "amplis corrents de petroli a banda i banda de l'estela [ del Bismarck ]",  el Prinz Eugen va tornar a la posició proa.

#### Separació i retorn a França
Amb el temps empitjorant, Lütjens va intentar separar el Prinz Eugen a les 16:40. La tempesta no va ser prou forta per cobrir la seva retirada dels creuers de Wake-Walker, que van continuar mantenint el contacte per radar. Per tant, el Prinz Eugen va ser retirat temporalment. El creuer es va separar amb èxit a les 18:14. El Bismarck va girar per encarar la formació del Wake-Walker, obligant el Suffolk a allunyar-se a gran velocitat. El Prince of Wales va disparar dotze salves contra el Bismarck, que va respondre amb nou salves, cap de les quals va impactar. L'acció va desviar l'atenció britànica i va permetre que el Prinz Eugen s'escapoli.
El 26 de maig, el Prinz Eugen es va trobar amb el vaixell de subministrament Spichern per omplir els seus dipòsits de combustible gairebé buits. En aquell moment només li quedaven 160 tones de combustible, suficient per a un dia. Després, el vaixell va continuar més al sud en una missió contra les línies navilieres. Abans que es trobés cap vaixell mercant, es van mostrar defectes als seus motors i el 27 de maig, el dia que es va enfonsar el Bismarck, se li va ordenar que abandonés la seva missió i es dirigís a un port a la França ocupada. El 28 de maig, el Prinz Eugen va reabastecer-se de combustible des del petrolier Esso Hamburg. El mateix dia van aparèixer més problemes amb el motor, incloent-hi problemes amb la turbina del motor de babord, la refrigeració del motor central i problemes amb l'hèlix d'estribord, cosa que va reduir la seva velocitat màxima a 28 nusos. Els problemes amb l'hèlix només es podien comprovar i reparar en un moll i, per tant, Brest, amb els seus grans molls i instal·lacions de reparació, va ser escollida com a destinació. Malgrat els nombrosos vaixells de guerra britànics i diversos combois a la zona (almenys 104 unitats van ser identificades el dia 29 per l'equip de ràdio del vaixell), el Prinz Eugen va arribar al Golf de Biscaia sense ser descobert, i l'1 de juny es van unir al vaixell destructors i avions alemanys davant la costa de França al sud de Brest; i va ser escortat fins a Brest, on va arribar a última hora de l'1 de juny, on va entrar immediatament al moll.

### Operació Cerber i operacions noruegues

Ruta del Prinz Eugen, el Scharnhorst i el Gneisenau durant l'operació Cerberus

Brest no és gaire lluny dels aeròdroms del sud d'Anglaterra i durant la seva estada a Brest, el Prinz Eugen i els cuirassats Scharnhorst i Gneisenau van ser atacats repetidament pels bombarders aliats. La Royal Air Force es va referir en broma als tres vaixells com la Flotilla Objectiu de Bombes de Brest, i entre l'1 d'agost i el 31 de desembre de 1941 va llançar unes 1200 tones de bombes sobre el port. La nit de l'1 de juliol de 1941, el Prinz Eugen va ser impactat per una bomba perforadora que va destruir el centre de control que hi havia a les profunditats del pont. L'atac va matar 60 homes i en va ferir més de 40. La pèrdua del centre de control també va inutilitzar els canons principals i les reparacions van durar fins a finals d'any.
Els continus atacs aeris van portar el comandament alemany a decidir que el Prinz Eugen, el Scharnhorst i el Gneisenau haurien de traslladar-se a bases més segures tan bon punt estiguessin reparats i a punt. Mentrestant, l'operació Bismarck havia demostrat els riscos d'operar a l'Atlàntic sense cobertura aèria. A més, Hitler veia el teatre noruec com la "zona de destí", per la qual cosa va ordenar el retorn dels tres vaixells a Alemanya a principis de 1942 perquè poguessin ser desplegats allà. La intenció era utilitzar els vaixells per interceptar els combois aliats a la Unió Soviètica, així com per enfortir les defenses de Noruega. Hitler va insistir que farien el viatge a través del Canal de la Mànega, malgrat les protestes de Raeder que era massa arriscat. El vicealmirall Otto Ciliax va rebre el comandament de l'operació. A principis de febrer, els dragamines van obrir una ruta a través del Canal, tot i que els britànics no van detectar l'activitat.
A les 23:00 de l'11 de febrer, el Scharnhorst, el Gneisenau i el Prinz Eugen van sortir de Brest. Van entrar al Canal de la Mànega una hora més tard; els tres vaixells van navegar a 27 nusos (50 km/h), vorejant la costa francesa al llarg del viatge. A les 06:30, havien passat Cherbourg, moment en què se'ls va unir una flotilla de torpedineres. Les torpedineres estaven liderades pel Kapitän zur See Erich Bey, a bord del destructor Z29. El General der Jagdflieger Adolf Galland va dirigir les forces de caça i bombarder de la Luftwaffe (Operació Donnerkeil) durant Cerberus. Els caces van volar a l'alçada del pal superior per evitar ser detectats per la xarxa de radar britànica. Hi havia oficials d'enllaç presents als tres vaixells. A les 13:00, els vaixells havien superat l'estret de Dover, però, mitja hora més tard, un vol de sis bombarders torpediners Fairey Swordfish, amb escorta de Spitfires, va atacar els alemanys. Els britànics no van aconseguir penetrar l'escut dels caces de la Luftwaffe i els sis Swordfish van ser destruïts.

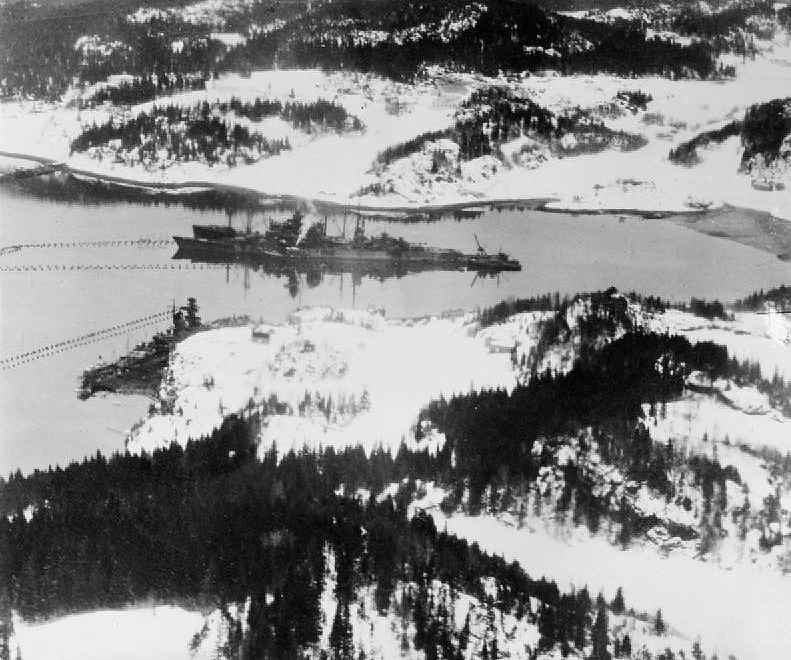
El Prinz Eugen (centre) en reparació al Lofjord; al seu costat d'estribord, hi ha el vaixell de reparació Huascaran; l'Admiral Scheer també està amarrat darrere de xarxes antitorpedes.

Davant de Dover, el Prinz Eugen va ser atacat per bateries d'artilleria costanera britàniques, tot i que no van aconseguir cap impacte. Diverses llanxes torpedineres van atacar el vaixell, però les escortes de destructors del Prinz Eugen van fer fora els vaixells abans que poguessin llançar els seus torpedes. A les 16:43, el Prinz Eugen es va trobar amb cinc destructors britànics: Campbell, Vivacious, Mackay, Whitshed i Worcester. Va disparar la seva bateria principal contra ells i va aconseguir diversos impactes al Worcester, però es va veure obligat a maniobrar de manera erràtica per evitar els seus torpedes. No obstant això, el Prinz Eugen va arribar a Brunsbüttel el matí del 13 de febrer, completament il·lès, però va patir l'única baixa dels tres grans vaixells, abatut pels focs dels avions.
El 21 de febrer de 1942, el Prinz Eugen, el creuer pesant Admiral Scheer i els destructors Richard Beitzen, Paul Jakobi, Z25, Hermann Schoemann i Friedrich Ihn van navegar cap a Noruega. Després de fer una breu parada a Grimstadfjord, els vaixells van procedir cap a Trondheim. Dos dies després, mentre patrullaven el fiord de Trondheim, el submarí britànic Trident va torpedinar el Prinz Eugen. El torpede va impactar el vaixell a la popa, matant cinquanta homes, causant-li danys greus i deixant-lo inmaniobrable. No obstant això, pels seus propis mitjans va aconseguir arribar a Trondheim i des d'allà va ser remolcat a Lofjord, on, durant els mesos següents, es van efectuar reparacions d'emergència. Tota la popa va ser tallada i revestida amb xapa, i es van instal•lar dos timons aparellats, accionats manualment per cabrestants.
El 16 de maig, el Prinz Eugen va fer el viatge de tornada a Alemanya pels seus propis mitjans. Mentre es dirigia a Kiel, el vaixell va ser atacat per una força britànica de 19 bombarders Bristol Blenheim i 27 torpediners Bristol Beaufort, comandats pel comandant d'ala Mervyn Williams, tot i que cap avió no va aconseguir impactar contra el vaixell. El Prinz Eugen va estar fora de servei per reparacions fins a l'octubre; va dur a terme proves al mar a partir del 27 d'octubre. Hans-Erich Voss, que més tard es va convertir en l'oficial d'enllaç naval de Hitler, va rebre el comandament del vaixell quan va tornar al servei.  En referència al seu nom previst originalment, la campana del cuirassat austríac Tegetthoff va ser presentada el 22 de novembre pel contraalmirall italià De Angeles.  Durant el novembre i el desembre, el vaixell va estar ocupat amb llargues proves al Bàltic. A principis de gener de 1943, la Kriegsmarine va ordenar al vaixell que tornés a Noruega per reforçar els vaixells de guerra que hi estacionaven. Dues vegades al gener, el Prinz Eugen va intentar navegar fins a Noruega amb el Scharnhorst, però ambdós intents es van interrompre després que els avions de vigilància britànics albiressin els dos vaixells. Després que es fes evident que seria impossible traslladar el vaixell a Noruega, el Prinz Eugen va ser assignat a l'Esquadró d'Entrenament de la Flota. Durant nou mesos, va navegar amb els cadets d'entrenament del Bàltic.

### Servei al Bàltic

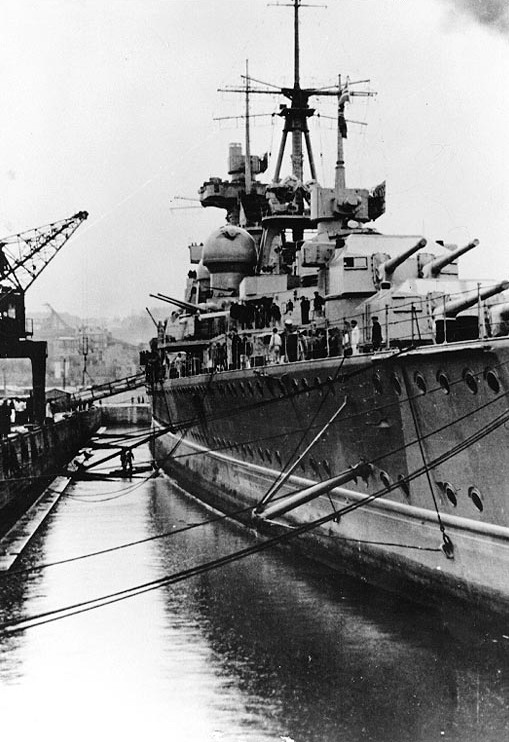
El Prinz Eugen a Kiel

A mesura que l'exèrcit soviètic feia retrocedir la Wehrmacht al front oriental, va ser necessari reactivar el Prinz Eugen com a vaixell de suport d'artilleria; l'1 d'octubre de 1943, el vaixell va ser reassignat al servei de combat. El juny de 1944, el Prinz Eugen, el creuer pesant Lützow i la 6a Flotilla de Destructors van formar la Segona Força de Tasques, més tard rebatejada com a Força de Tasques Thiele en honor al seu comandant, el vizeadmiral August Thiele. El Prinz Eugen estava en aquell moment sota el comandament del KzS Hans-Jürgen Reinicke, i va servir com a vaixell insígnia de Thiele. Durant tot el juny va navegar al Bàltic oriental, al nord-oest de l'illa d'Utö, com a demostració de força durant la retirada alemanya de Finlàndia. Els dies 19 i 20 d'agost, el vaixell va entrar al golf de Riga i va bombardejar Tukums. Quatre destructors i dues llanxes torpedineres van donar suport a l'acció, juntament amb els hidroavions Ar 196 del Prinz Eugen ; el creuer va disparar un total de 265 projectils des de la seva bateria principal. El bombardeig del Prinz Eugen va ser fonamental per a repel•lir de manera reeixida de l'atac soviètic.
A principis de setembre, el Prinz Eugen va donar suport a un intent fallit de prendre l'illa fortalesa de Hogland. El vaixell va tornar a Gotenhafen, abans d'escortar un comboi de vaixells que evacuaven soldats alemanys de Finlàndia. El comboi, format per sis vaixells de càrrega, va salpar el 15 de setembre del Golf de Bòtnia, amb tota la Segona Força de Tasques escortant-lo. Avions i destructors suecs van seguir el comboi, però no van intervenir. El mes següent, el Prinz Eugen va tornar a les tasques de suport de foc. Els dies 11 i 12 d'octubre, va disparar en suport de les tropes alemanyes a Memel. Durant els dos primers dies, el vaixell va disparar uns 700 projectils de munició des de la seva bateria principal. Va tornar els dies 14 i 15, després d'haver reposat la munició de la seva bateria principal, per disparar 370 bales més.
Durant el viatge de tornada a Gotenhafen el 15 d'octubre, el Prinz Eugen va xocar accidentalment amb el creuer lleuger Leipzig al mig del vaixell, al nord de of Hela. La causa de la col•lisió va ser una boira espessa. El creuer lleuger gairebé va quedar tallat per la meitat, i els dos vaixells van romandre encaixats durant catorze hores. El Prinz Eugen va ser portat a Gotenhafen, on es van efectuar reparacions en un mes.  Les proves al mar van començar el 14 de novembre.  Del 20 al 21 de novembre, el vaixell va donar suport a les tropes alemanyes a la península de Sworbe disparant al voltant de 500 cartutxos de munició de la bateria principal. Quatre torpediners —T13, T16, T19 i T21— es van unir a l'operació. El Prinz Eugen va tornar a Gotenhafen per reabastir-se i tornar a perforar els canons dels seus canons desgastats.

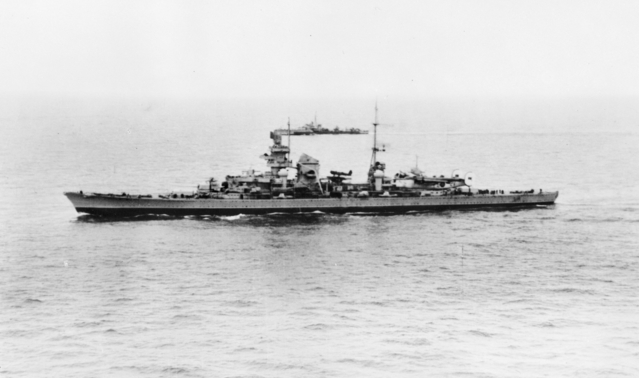
El Prinz Eugen sota escorta de Copenhaguen a Wilhelmshaven després de rendir-se

El creuer estava llest per a l'acció a mitjans de gener de 1945, quan va ser enviat a bombardejar les forces soviètiques a Samland.  El vaixell va disparar 871 cartutxos de munició contra els soviètics que avançaven cap al cap de pont alemany de Cranz, ocupat pel XXVIII Korps, que protegia Königsberg. En aquesta operació va rebre el suport del destructor Z25 i la torpedinera T33.  En aquell moment, el Prinz Eugen havia gastat les municions de la seva bateria principal, i l'escassetat crítica de municions va obligar el vaixell a romandre al port fins al 10 de març, quan va bombardejar les forces soviètiques al voltant de Gotenhafen, Danzig i Hela. Durant aquestes operacions, va disparar un total de 2.025 projectils dels seus canons de 20,3 cm i altres 2.446 cartutxos dels seus canons de 10,5 cm. El vell cuirassat Schlesien també va proporcionar suport de foc, igual que el Lützow després del 25 de març. Els vaixells estaven comandats pel Vizeadmiral Bernhard Rogge.
El mes següent, el 8 d'abril, el Prinz Eugen i el Lützow van navegar cap a Swinemünde. El 13 d'abril, 34 bombarders Lancaster van atacar els dos vaixells mentre eren al port. Una espessa capa de núvols va obligar els britànics a avortar la missió i tornar dos dies després. En el segon atac, van aconseguir enfonsar el Lützow amb un sol impacte d'una bomba Tallboy. El Prinz Eugen va sortir de Swinemünde cap a Copenhagen, i va arribar el 20 d'abril. Un cop allà, va ser donat de baixa el 7 de maig i lliurat al control de la Royal Navy l'endemà. Pel seu lideratge del Prinz Eugen durant l'últim any de la guerra, Reinicke va ser guardonat amb la Creu de Cavaller de la Creu de Ferro el 21 d'abril de 1945.  Durant la seva carrera operativa amb la Kriegsmarine, el Prinz Eugen va perdre 115 membres de la tripulació; 79 homes van morir en acció, 33 van morir en accidents i tres van morir per altres causes. D'aquests 115 membres de la tripulació, quatre eren oficials, set eren cadets o alferes, dos eren sotsoficials, 22 eren sotsoficials inferiors, 78 eren mariners i dos eren civils.

### Servei amb la Marina dels Estats Units

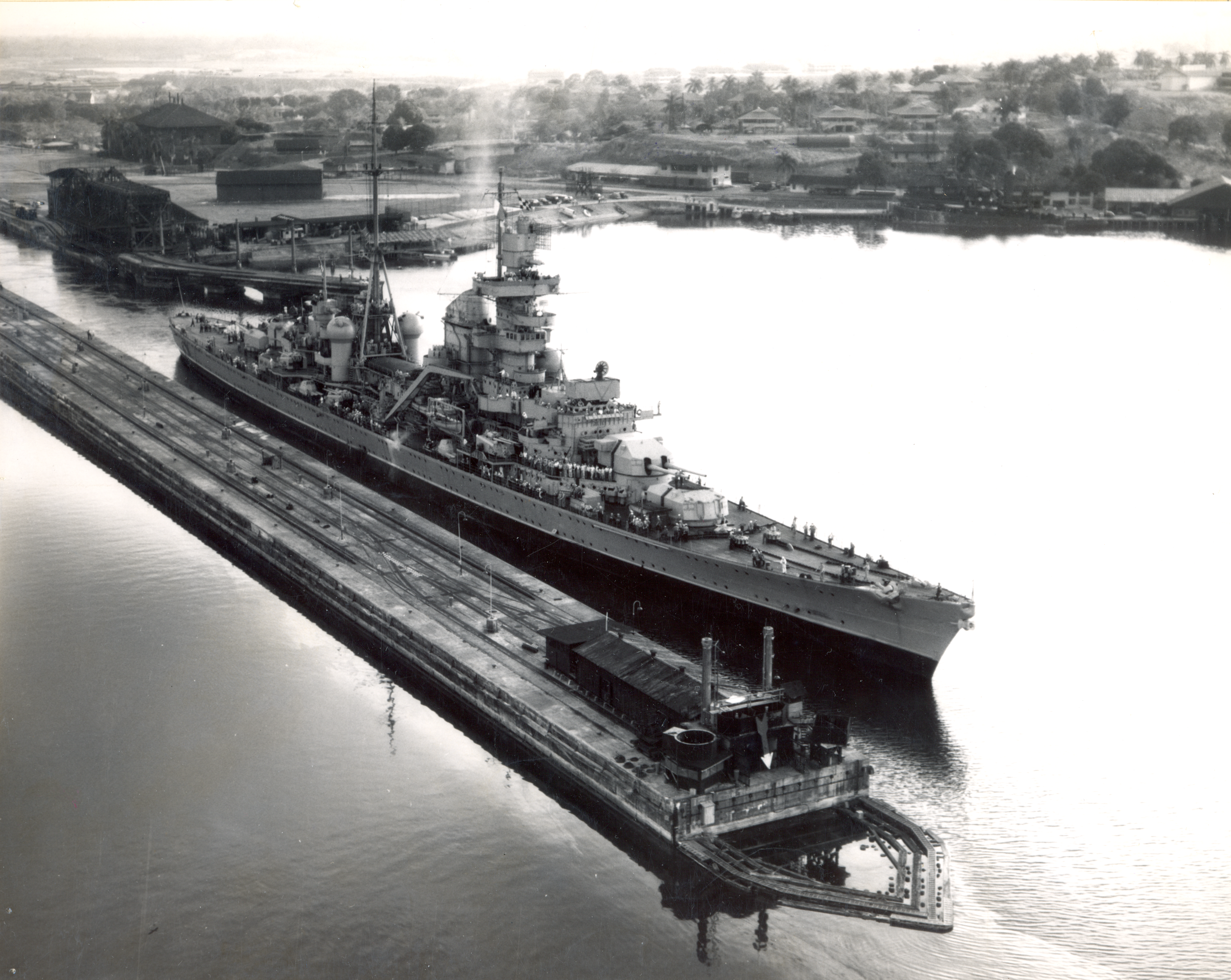
L'USS Prinz Eugen passant pel Canal de Panamà el 1946. Falten els canons de la torreta A.

El 27 de maig de 1945, el Prinz Eugen i el creuer lleuger Nürnberg —els únics grans vaixells de la marina alemanya que van sobreviure a la guerra en condicions de servei— van ser escortats pels creuers britànics Dido i Devonshire fins a Wilhelmshaven. El 13 de desembre, el Prinz Eugen va ser atorgat com a premi de guerra als Estats Units, que van enviar el vaixell a Wesermünde. Els Estats Units no volien especialment el creuer, però sí que volien impedir que la Unió Soviètica l'adquirís. El seu comandant nord-americà, el capità Arthur H. Graubart, va relatar més tard com els representants britànics, soviètics i nord-americans a la Comissió de Control van reclamar el vaixell i com al final els diversos grans premis es van dividir en tres lots, sent el Prinz Eugen un d'ells. Els tres lots es van sortejar a l'estil de loteria del seu barret, amb els representants britànics i soviètics sortejant els altres vaixells i Graubart quedant-se amb el lot del Prinz Eugen El creuer va ser comissionat per la Marina dels Estats Units com el vaixell miscel·lània no classificat USS Prinz Eugen amb el número de buc IX-300. Una tripulació composta americana-alemanya formada per 574 oficials i mariners alemanys, supervisada per vuit oficials americans i vuitanta-cinc soldats sota el comandament de Graubart, va portar el vaixell a Boston, sortint el 13 de gener de 1946 i arribant el 22 de gener.
Després d'arribar a Boston, el vaixell va ser examinat exhaustivament per la Marina dels Estats Units. El seu gran conjunt de sonars passius GHG  va ser retirat i instal·lat al submarí USS Flying Fish per a proves. L'interès americà per la tecnologia d'amplificadors magnètics va tornar a augmentar després de les conclusions de les investigacions del sistema de control de foc del Prinz Eugen. Els canons de la torreta Anton van ser retirats mentre eren a Filadèlfia al febrer. L'1 de maig, la tripulació alemanya va abandonar el vaixell i va tornar a Alemanya. Posteriorment, la tripulació americana va tenir importants dificultats per mantenir operatiu el sistema de propulsió del vaixell: onze de les seves dotze calderes van fallar després de la marxa dels alemanys. El vaixell va ser assignat a la flota de vaixells objectiu per a l'operació Crossroads a l'atol de Bikini. L'operació Crossroads va ser una prova important dels efectes de les armes nuclears en vaixells de guerra de diversos tipus. Els problemes amb el sistema de propulsió del Prinz Eugen poden haver influït en la decisió de desfer-se'n en les proves nuclears.

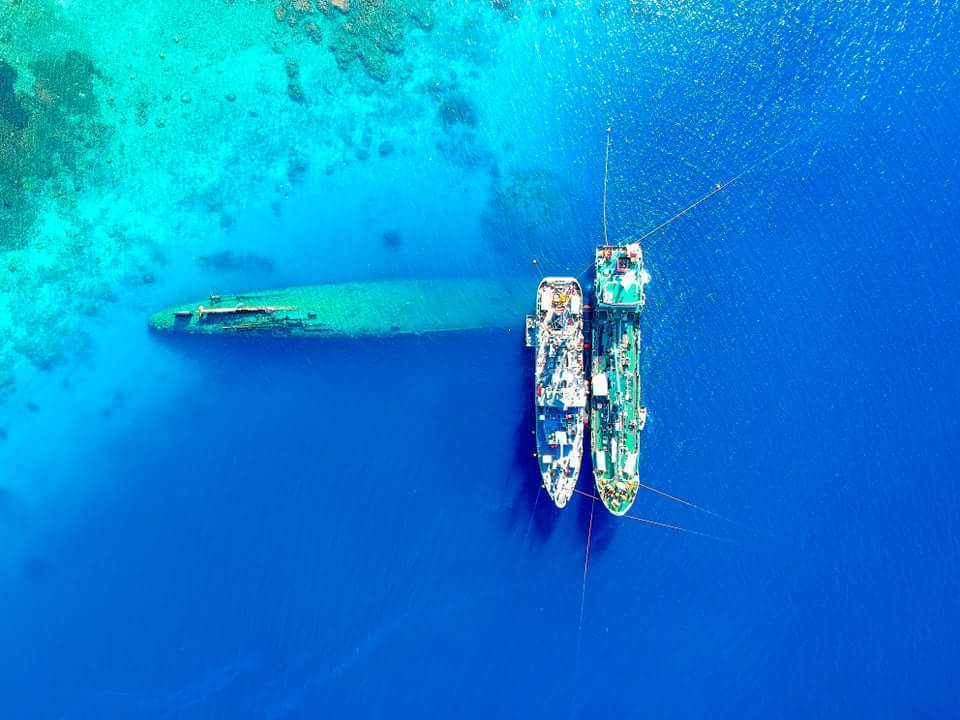
L'USNS Salvor i el petrolier Humber buidant petroli del naufragi el setembre de 2018

Va ser remolcat fins al Pacífic via Filadèlfia i el Canal de Panamà,  i va sortir el 3 de març. El vaixell va sobreviure a dues explosions de bombes atòmiques: la Test Able, una explosió aèria l'1 de juliol de 1946, i la Test Baker, una detonació submergida el 25 de juliol. El Prinz Eugen estava amarrat a uns 1.200 iardes (1.100 m) de l'epicentre de les dues explosions i només va patir danys lleus; l'explosió de l'Able només va doblegar el pal de proa i va trencar la part superior del pal principal. No va patir danys estructurals significatius a causa de les explosions, però va quedar completament contaminat amb pluja radioactiva. El vaixell va ser remolcat fins a l'atol de Kwajalein, al Pacífic central, on una petita fuita no es va reparar a causa del perill de radiació. El 29 d'agost de 1946, la Marina dels Estats Units va donar de baixa el Prinz Eugen.
A finals de desembre de 1946, el vaixell estava en molt mal estat; el 21 de desembre va començar a escorar-se greument. No es va poder portar un equip de salvament a Kwajalein a temps, per la qual cosa la Marina dels Estats Units va intentar encallar el vaixell per evitar que s'enfonsés, però el 22 de desembre, el Prinz Eugen es va bolcar i es va enfonsar. Les torretes dels canons de la bateria principal van caure de les seves barbetes quan el vaixell va bolcar. La popa del vaixell, inclosos els conjunts d'hèlixs, roman visible per sobre de la superfície de l'aigua. El govern dels Estats Units va denegar els drets de salvament amb l'argument que no volia que l'acer contaminat entrés al mercat. L'agost de 1979, es va recuperar una de les hèlixs del vaixell i es va col·locar al Memorial Naval de Laboe a Alemanya. La campana del vaixell es troba actualment al Museu Nacional de la Marina dels Estats Units, mentre que la campana de Tegetthoff es troba a Graz, Àustria.
A partir del 1974, el govern dels Estats Units va començar a advertir sobre el perill d'una fuita de petroli dels dipòsits de combustible plens del vaixell. El govern estava preocupat pel risc que un tifó sever danyés el naufragi i provoqués una fuita. A partir del febrer de 2018, la Marina dels Estats Units, inclosa la Unitat Mòbil de Busseig i Salvament U de la Marina, l'Exèrcit dels Estats Units i les Illes Marshall van dur a terme un esforç conjunt d'extracció de petroli amb el vaixell de salvament USNS  Salvor, que havia tallat forats als dipòsits de combustible del vaixell per bombar el petroli del naufragi directament al petrolier Humber. La Marina dels Estats Units va anunciar que la feina s'havia completat el 15 d'octubre de 2018; el projecte havia extret aproximadament 250.000 galons nord-americans (950.000 L) de fueloil, que equivalien al 97% del combustible que quedava a bord del naufragi. El tinent comandant Tim Emge, l'oficial responsable de l'operació de rescat, va declarar que "Ja no hi ha fuites actives... l'oli restant està tancat en uns quants tancs interns sense fuites i protegit per capes de protecció".